# 1791 au théâtre
| Années du théâtre : 1788 - 1789 - 1790 - 1791 - 1792 - 1793 - 1794    |
| Décennies du théâtre : 1760 - 1770 - 1780 - 1790 - 1800 - 1810 - 1820 |

## Événements
- 13 janvier : Mise en place d'une loi sur le théâtre en France : « Tout citoyen pourra élever un théâtre public et y faire représenter des pièces de tous les genres, en faisant, préalablement à l’établissement de son théâtre, sa déclaration à la municipalité des lieux »

## Naissances
- 4 juin : Alphonse de Chavanges, militaire et auteur dramatique français, mort le 20 septembre 1831.
- 24 décembre : Eugène Scribe, dramaturge et librettiste français, mort le 20 février 1861.

## Décès
- 17 septembre : Tomás de Iriarte, poète, dramaturge et traducteur espagnol, mort le 18 septembre 1750.
- 21 décembre : Arnaud Berquin, écrivain, pédagogue, auteur d'ouvrages pour la jeunesse et dramaturge français, né le 25 septembre 1749.
- Date précise non connue :
  - Marie-Anne-Catherine Quinault, dite Mlle Quinault l'aînée, actrice et compositrice française, né le 26 août 1695.